# Casper Ulrich Mortensen
Pour les articles homonymes, voir Mortensen.
Casper Ulrich Mortensen, né le 14 décembre 1989 à Copenhague, est un handballeur international danois qui joue au poste d'ailier gauche.
Avec l'équipe nationale danois, il est notamment champion olympique en 2016 puis champion du monde du 2019.

## Palmarès

### En sélection
Jeux olympiques
- Médaille d'or aux Jeux olympiques de 2016 à Rio de Janeiro,  Brésil

Championnats du monde
- 13e place au Championnat du monde 2005,  Tunisie
- Médaille de bronze du Championnat du monde 2007,  Allemagne
- 4e place au Championnat du monde 2009,  Croatie
- médaillé d'argent au Championnat du monde 2011,  Suède
- Médaille d'argent du Championnat du monde 2013,  Espagne
- 5e place au Championnat du monde 2015,  Qatar
- 10e place au Championnat du monde 2017,  France
- Médaille d'or au championnat du monde 2019, Danemark et Allemagne

Championnats d'Europe
- Médaille d'argent au Championnat d'Europe 2014,  Danemark
- 6e place au Championnat d'Europe 2016,  Pologne
- 4e place au Championnat d'Europe 2018,  Croatie

### En clubs
Compétitions internationales
- Vainqueur de la Ligue des champions (1) : 2021
- Vainqueur de la Coupe du monde des clubs (2) : 2018, 2019

Compétitions nationales
- Finaliste de la Coupe d'Allemagne (1) : 2018
- Vainqueur du Championnat d'Espagne (3) : 2019, 2020, 2021
- Vainqueur de la Coupe du Roi (3) : 2019, 2020, 2021
- Vainqueur de la Coupe ASOBAL (3) : 2019, 2020, 2021
- Vainqueur de la Supercoupe d'Espagne (3) : 2019, 2020, 2021

### Distinctions individuelles
- meilleur buteur du championnat d'Allemagne en 2018 et 2023